# Битва під Брестом (1794)
Бій під Брестом (у польській історіографії — бій під Тересполем) — загін російського війська зіштовхнувся з загоном повстанців Тадеуша Костюшка повстання Костюшка 8 (19) вересня 1794 року біля Бреста через два дні після того, як Суворов завдав поразки повсталим у Крупчиць.
12 (24) березня у Кракові почалося повстання Тадеуша Костюшка. Незабаром воно перекинулося на Вільно. 9 травня влада повстанців була встановлена у Бресті. Для управління Брестським воєводством було створено воєводську «порядкову» комісію. Яку очолив православний ігумен Григоровський. У самій комісії було ще сім осіб православного віросповідання, що свідчило про толерантне ставлення організаторів комісії до різних релігій. 15 травня лідер повстання Т. Костюшко звернувся з промовою до місцевого населення і подякував за участь у повстанні.
Тим часом на придушення повстання було кинуто війська Російської імперії. Вже до середини липня 1794 вони взяли під свій контроль частину Брестського воєводства. На початку вересня у головному театрі війни з'явився Олександр Суворов на чолі з 10-тисячним загоном. 4 вересня він взяв Кобринь, а 6 вересня знищив загін бунтівників Кароля Сераковського у Крупчиці. Далі російські війська переслідували повстанців, що відступають.

## Битва
Після переправи суворовських військ через Буг, корпус Сераковського без бою відійшов на другу, більш зміцнену позицію. Суворов наказав піхоті переслідувати повстанців, а кавалерії охопити їх із флангів. Після кількох атак лінія була взята. З корпусу піти змогли лише близько семисот осіб на чолі з Сераковським. Втрата цілого корпусу спричинила моральний надлам серед учасників повстання.